# El Bosque (métro de Santiago)
Pour les articles homonymes, voir El Bosque.
El Bosque est une station de métro à El Bosque, dans la province de Santiago, au Chili. Située sur la ligne 2 du métro de Santiago entre La Cisterna et Observatorio, elle a ouvert le 27 novembre 2023.